# Tatiana Silva
Tatiana Silva, belgijski model, * 5. februar 1985, Uccle.
Leta 2005 je postala Miss Bruslja, nato pa še Miss Belgije.